# Guttigadus latifrons
Guttigadus latifrons is een straalvinnige vissensoort uit de familie van diepzeekabeljauwen (Moridae). De wetenschappelijke naam van de soort is voor het eerst geldig gepubliceerd in 1908 door Holt & Byrne.